# Sault-Brénaz
Sault-Brénaz è un comune francese di 1 059 abitanti situato nel dipartimento dell'Ain della regione dell'Alvernia-Rodano-Alpi.

## Società

### Evoluzione demografica
Abitanti censiti